# Tettio Giuliano
Lucio Tettio Giuliano (latino: Lucius Tettius Iulianus; 45 circa – dopo l'88) è stato un politico e generale romano, all'epoca di Domiziano. Era fratello di Caio Tettio Africano.

## Biografia
Tettio Giuliano fu molto legato agli ambienti militari, poiché già nel 68-69 era comandante della legio VII Claudia. Nel 70, quand'era pretore, Licinio Muciano riuscì a convincere il Senato Romano a poter presiedere la prima seduta, togliendo così l'onore a Giuliano.
Nell'81 servì nella guardia pretoriana per poi essere inviato in Numidia. Nell'83 divenne console suffectus e nell'88 venne nominato legato della Mesia inferiore, dove acquisì una grande esperienza sul limes danubiano. Oltre al suo passato nella legio VII Claudia, Giuliano contribuì a prevenire un'invasione dei vicini Roxolani. 
Disciplinato ed impetuoso, a Giuliano l'imperatore Domiziano affidò il comando di una nuova campagna militare contro i Daci di Decebalo. Egli utilizzando il castrum di Viminacium come suo quartier generale, riuscì a raggiungere Sarmizegetusa Regia, capitale di Decebalo, dopo aver sconfitto i Daci sia a Carnsebers, presso le Porte di Ferro, sia nella successiva e decisiva battaglia di Tape. La guerra, che si stava dimostrando molto favorevole a Roma, fu interrotta bruscamente a causa dello scoppio di una nuova guerra lungo il fronte del medio Danubio contro le popolazioni suebiche di Quadi e Marcomanni, fu conclusa frettolosamente con un trattato di pace poco favorevole a Roma, che salvò, ancora per un quindicennio, i Daci di Decebalo dalla possibile conquista romana, avvenuta sotto Traiano.